# Trudfront
Trudfront (ros. Трудфронт) – wieś w Rosji, w obwodzie astrachańskim, w rejonie ikrianinskim. W 2010 liczyła 2721 mieszkańców.